# Denali National Park
63°20′N 150°30′V / 63.333°N 150.500°V
Denali National Park eller Denali National Park and Preserve er en nationalpark i delstaten Alaska, USA. Parken blev etableret 26. februar 1917, og er på 24.585 km². De vigtigste naturattraktioner i parken er Denali (Mount McKinley), det højeste bjerg i Nord-Amerika. Kun  én enkelt vej som fører ind i parken til søen Wonder Lake. McKinley og andre toppe i bjergkæden Alaska Range er dækket af lange gletsjere og taiga.
Nationalparken blev etableret i 1980 som et af i alt femten naturværnsområder som blev oprettet samtidig gennem Alaska National Interest Lands Conservation Act. 

## Fauna
Denali er hjemsted for mange af Alaskas fuglearter og pattedyr, der i blandt en solid bestand grizzlybjørn og amerikansk sortbjørn. Flokke med rensdyr vandrer gennem parken. Tyndhornet får (Ovis dalli) bliver ofte set på bjergsiderne og der findes elsdyr i skovene. Der er også ulv, gråhåret murmeldyr (Marmota caligata), arktisk jordegern (Spermophilus parryii), bæver, pibeharer, sneskohare, ræv, mår, canadisk los og jærv.

## Denali Wilderness
Denali Wilderness er et vildmarksområde i Denali Nationalpark, der beskytter de højere liggende områder i den centrale Alaska Range, herunder Denali. Vildmarken omfatter omkring en tredjedel af den nuværende nationalpark og reservat, et område på  8,687 km², der svarer til de tidligere parkgrænser før 1980.